# بثینه عذریه
بُثَی۫نه عَذریه (؟ -۷۰۱) بانوی شاعر عرب عصر اموی بود که شهرتش به جمیل بثینه بستگی دارد. منسوب به بنی عذره بود و معشوقهٔ جمیل بن معمر گشت؛ از این رو به جمیلِ بثینه شناخته شد اما ازدواج نکردند. جمیل زودتر از بثینه درگذشت و در رثایش سرود. گوید که پس از آن، چندان نزیست.